# Aubrey II de Vere

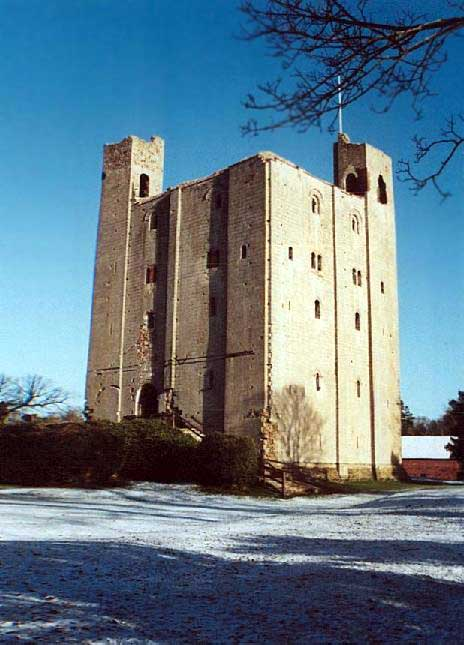
Donjon du château de Hedingham, siège de la baronnie des de Vere.

Pour les articles homonymes, voir Aubrey de Vere.
Aubrey II de Vere (entre 1080 et 1085 – 15 mai 1141), seigneur du château de Hedingham, fut un baron et un important administrateur anglo-normand de la fin du règne d'Henri Ier (1100-1135) et des premières années du règne d’Étienne d'Angleterre (1135-1154).

## Biographie
Il est le fils d'Albéric de Vere († vers 1112) et de Béatrice. Pour la médiéviste américaine RaGena C. DeAragon, la famille est originaire de Ver (Manche), au sud de Coutances. Pour la médiéviste britannique Katharine Keats-Rohan, la famille est probablement originaire du hameau de Vair (aujourd'hui dans la commune de Anetz). Pour elle, il existe de nombreuses preuves d'une origine bretonne et plusieurs liens avérés avec des hommes du Nantais. Aubrey (II) hérite de la petite baronnie de Castle Hedingham (29 manors, principalement dans les comtés de l'est). Il augmente considérablement son patrimoine, principalement en devenant le vassal de tenants-en-chef.
Il commence probablement sa carrière dans l'administration en étant le chambellan royal. Il est possible qu'il ait hérité cet office de son père. Au début des années 1120 il est shérif d'Essex, et vers la fin de cette décennie, shérif de Londres et du Middlesex. Henri Ier lui fait une parfaite confiance, en lui donnant la charge de co-shérif, avec Richard Basset, de onze comtés en 1129-1130. Il est probable que les deux hommes sont nommés à cette situation sans précédent, afin de collecter des dettes et d'uniformiser la gestion des fermages administrés par les shérifs de ces comtés.
Autre signe de la faveur royale, bien qu’il soit frappé par de lourdes amendes, celles-ci ne sont jamais collectées. En 1133, le roi lui accorde la charge héréditaire de chambellan d'Angleterre. L'office reste dans la famille de Vere jusqu'en 1703. Il est aussi juge royal (justicier) itinérant dans toute l'Angleterre. Il est décrit par Guillaume de Malmesbury comme un homme de loi habile.
À l'accession d’Étienne d'Angleterre en 1135, il lui fait allégeance, et continue probablement à servir comme juge itinérant. Quand Étienne est convoqué par un concile ecclésiastique après l'arrestation de l'évêque Roger de Salisbury et de ses neveux les évêques Néel d'Ely et Alexandre de Lincoln, Aubrey de Vere y est envoyé comme avocat.
Il fonde la cellule bénédictine de Saint-Melaine de Rennes à Hatfield Broadoak (Essex) et patronne la fondation familiale, le prieuré bénédictin de Earls Colne (Essex). 
Il est tué pendant des émeutes à Londres, le 15 mai 1141, peut-être en aidant son gendre Geoffrey de Mandeville, 1er comte d'Essex à pacifier la ville pour préparer la venue de Mathilde l'Emperesse. Il semble que durant sa carrière d'administrateur, il ait accumulé un trésor considérable, ce qui permet à son fils Aubrey de Vere († 1194), créé comte d'Oxford en 1142, de jouer un rôle prééminent en Angleterre sous les règnes d'Étienne puis d'Henri II.

## Famille et descendance
Il épouse Alice († vers 1163), fille de Gilbert de Clare. Ils ont neuf enfants :
- Rohaise, épouse Geoffrey de Mandeville († 1144), 1er comte d'Essex, puis Payn de Beauchamp ;
- Aubrey de Vere († 1194), créé comte d'Oxford en 1142, épouse Agnès d'Essex ;
- Geoffrey († 1170), lord d'Oswestry et Clun en droit de sa femme Isabelle de Say, et durant la minorité de son beau-fils Guillaume FitzAlain, shérif du Shropshire ;
- Robert († ap. 1176), hérite du fief paternel dans le Northamptonshire. Il épouse Margaret, fille de Baudouin de Clare ;
- Guillaume († 1198), devient évêque d'Hereford en 1186 ;
- Gilbert, prieur de l'Ordre de Saint-Jean de Jérusalem en Angleterre ;
- Adelisa († ap. 1185), épouse Robert d'Essex, lord de Rayleigh, puis Roger FitzRichard, lord de Warkworth ;
- Juliane († ap. 1185), épouse Hugues Bigot, 1er comte de Norfolk, puis après avoir divorcé, Walkelin de Maminot ;
- une fille non nommée, épouse Roger de Raimes, lord de Rayne (Essex).

### Sources
- RáGena C. DeAragon, « Vere, Aubrey (II) de (d. 1141) », dans Oxford Dictionary of National Biography, Oxford University Press, septembre 2004, édition en ligne, octobre 2007. Consulté en novembre 2008.